# SN 1996bn
SN 1996bn – supernowa typu Ia odkryta 17 października 1996 roku w galaktyce UGC 3430. W momencie odkrycia miała maksymalną jasność 18,00m.